# 尼克·钱乔
尼克·钱乔（英語：Nick Ciancio，1947年2月21日—），澳大利亚男子举重运动员。他曾代表澳大利亚参加1970年和1974年英联邦运动会举重比赛，获得二枚金牌。他也曾参加1972年夏季奥运会。